# فادية الفقير
فاديا الفقير (بالإنجليزية: Fadia Faqir)‏، كاتبة وروائية أردنية/بريطانية وأكاديمية مستقلة تهتم بقضايا حقوق الإنسان. ولدت في عمان، الأردن،، ووالدها أردني من قبيلة العجارمة أما والدتها فهي شركسية.

## حياتها
ولدت في عمان عام 1956، وتعلمت في الأردن ثم بريطانيا. حصلت على البكالوريوس في الأدب الإنجليزى من جامعة الأردن وعمان. قبل رحيلها إلى بريطانيا عام 1984 لتكمل الماجستير في الكتابة الإبداعية في جامعة لانكستر (Lancaster University.). منحتها جامعة ايست انجليا (University of East Anglia) بأول شهادة دكتوراه في الكتابة الإبداعية والنقدية عام 1990. نشرت دار بينجوين روايتها الأولى بعنوان (نيسانيت). تدور أحداثها في دولتين بالشرق الأوسط، وتروى قصة فتاة تم القبض على والدها بسبب نشاطه السياسى ومقاتل فلسطينى قبضت عليه السلطات الإسرائيلية.
نشرت دار كواترت للكتب ثاني رواية لها بعنوان (أعمدة الملح) في عام 1996. ترجمت إلى الألمانية والدانمركية والهولندية والرومانية والبلغارية. تجمع بين تقاليد القص العربية وأساليب السرد الحديث. ترسل رسالة نسوية قوية متعلقة بامراتين عربيتين. إحداهن من البادية والأخرى من المدينة. سجنتا كلاجئتين، الأولى نتيجة تصرف أخيها والثانية نتيجة تصرف زوجها. تلقى الكاتبة باللوم على المجتمع الذكورى في وطنها وتدخل الاستعمار البريطانى في مصير المرأتين.

في عام 2007 نشرت دار دبل داى روايتها الثالثة بعنوان اسمى سلمى (الولايات المتحدة الأمريكية، صرخة حمامة). تروى القصة حياة امراة عربية تسمى سلمى منذ بداية حياتها البدوية حتى إنجابها ابنه غير شرعية وخوفها من وقوعها ضحية للقتل بدعوى الشرف على يد شقيقها. اضطرت إلى السفر لبريطانيا كلاجئة. تعانى كمهاجرة من اللامبالاة والعنصرية وتشتاق العودة إلى وطنها لتجد ابنتها. لكن بالنسبة لها فإن الدين والوطن متشابكين وكلاهما قاس ومواقع الإدانة العامة والذنب الفردى. اسمى سلمى ترجمت إلى 13 لغة ونشرت في 16 دولة. 
نشرت دار ويبر للدراسات مقدمة روايتها الرابعة (في مطبخ منتصف الليل) التي نالت جائزة الخيال عام 2009. 
نشرت فقير نصوص مسرحية وقصص قصيرة من ضمنها «جدار الفاصل» التي نشرتها في كتاب (الشمال الجاذب) عن دار نيو رايتنج نورث في عام 2005. قدمت وحررت (في بيت الصمت): مقالات سير ذاتية لكاتبات عربيات، نشرت في عام 1998. هذا يشكل جزء من السلسلة الحائزة على جوائز، كاتبات عربيات (مترجمة من العربية) عن دار جرانت والتي كانت فقير محررة بها. حتى عام 2005 كانت فقير محاضرة ومنسقة لمشروع دراسات المرأة في الشرق الأوسط في مركز الدراسات الشرق أوسطية والإسلامية بجامعة دورهام. منذ ذلك الحين ينصب اهتمامها على الكتابة الخيالية وتعليم الكتابة الإبداعية وحاليًا تشغل منصب زميل كاتب في كلية سانت ايدين جامعة دورهام. 
أعمال فقير مكتوبة بالكامل باللغة الإنجليزية وتعد موضوعًا للأبحاث الأكاديمية والمناقشات. خاصة لترجمتها جوانب من الثقافة العربية. تتسم بأسلوبها الفريد ودمجها للقضايا المتعلقة بحياة المرأة في دول العالم الثالث والهجرة والثقافة المشتركة بينهما.

## الروايات
1. أشجار الصفصاف لا تبكى، كتب هيرون 2014
2. اسمي سلمى (العنوان في أمريكا) صرخة حمامة، ترانسورلد 2007
3. أعمدة الملح، كتب كوادرت 1996
4. نيسانيت، بينجوين 1988
5. في بيت الصمت، مقالات السيرة الذاتية للكاتبات العربيات، حررها وشارك في ترجمتها شيرلى ابير Shirly Ebber
6. قراءة: جارنت للنشر المحدود عام 1998

## القصص القصيرة
1. «السيد سفيان ضيدان: الدكتور يلتقي مونيك»، موفينج وارلد: مجلة لنقل الثقافات عن طريق الكتابة، 2009
2. «مطبخ تنظيم القاعدة»، ويبر ستديز، 2009
3. «اسمي سلمى»، ليسان، رقم 5، 2008، ص. 96-103 (الألمانية)
4. «الجدار الفاصل»، نيو رايتنج نورث، عام 2004، وفي ماجنتك نورث، 2005
5. «قلوب أرجوانية»، المنزل، فنون داعش وستوديو الطباعة الشمالى، 2004

## نصوص شعرية
فيما يتعلق بالحرب (صورة ونص) مع المصور ريتشارد هانسون، مركز نقل الثقافات عن طريق الكتابة والأبحاث، جامعة لانكستر عام 2008
«صوفيا بلوز» مجنتك نورث، نيو رايتنج نورث، 2005

## فصول في كتب
1. «حكايات الحرب: المرأة العربية في عين العاصفة»، الخليج بين الولايات المتحدة، حررته فيكتوريا بريتين، فيرجو بريس، لندن، 1991، الصفح من 61 ل 77
2. «الاإحتفال الغربي والغضب العربي» ما وراء حرب الخليج، حرره جون جيتنجز، المعهد الكاثوليكى للعلاقات الدولية، لندن عام 1991
3. «البحث عن الأندلس: الأدب العربي اليوم» في أطلس الأدب حرره مالكوم برادبرى، نسخة دى اجوستيني، لندن، 1996، الصفحات من 291 ل 294.
4. «هل أعمدة الملح قصة إسلامية؟» 2، جلال عبدون خان وادريان هاري. الإنجليزية والإسلام: لقاءات إبداعية 96، الجامعة الدولية للدراسات الإسلامية في ماليزيا عام 1998، الصفحات من 123 ل 137
5. «ديمقراطيات بلا ديمقراطية المرأة العربية والمواطنة» المواطنة والديمفراطية في البلاد العربية، مركز دراسات الالوحدة العربية بيروت 2001 الصفحات من 181 ل 217. ناقشها عبد الحميد إسماعيل الأنصاري)

المقالات
1. «فلسطين المحتلة: الكاتب كشاهد عيان» (مقال مرجعى) ربع العالم الثالث، المجلد 9 رقم 4 أكتوبر 1987 صفحة 1495 – 1409
2. «ما وراء عاصفة الصحراء: التعامل الغربي مع العالم العربي» في مجلة الكوكب العدد 85 إصدار فبراير /مارس 1990 الصفحات 3-8
3. " “L’Islam e le sue guerriere (الحرب الغير معروفة للنساء العربيات) في موندوبيرايو العدد 1 يناير 1992 الصفحات 36- 38
4. «إضافة الطابع الجنسي للديمقراطية والإسلام» ربع العالم الثالث المجلد 18 العدد 1 عام 1997 الصفحات 165 _ 174
5. «الديمقراطية العربية ناقص السيدات: الجنس والديمقراطية والمواطنة في الأردن» النساء الآسيويات المجلد 11، 2000 الصفحات 61 _ 89
6. «ديمقراطيات بدون ديمقراطية؟: المرأة العربية والمواطنة»، جريدة المستقبل المجلد 24 العدد 271 يوليو _ سبتمبر 2001 الصفحات 28 _55
7. «أين هو مصنع W؟ النساء والحرب في أفغانستان» الديمقراطية المنفتحة 27 فبراير 2002
8. «فقد في الترجمة: الكتاب العربي في لغة الآخر» دليل الرقابة المجلد 33 القضية 211 أبريل 2004
9. «الأنثى والقتال» المسلم الناقد القضية 1 يناير _ مارس 2012

## السلاسل المعدلة
سلسلة كاتبات عربيات، جرانت للنشر أبريل 1995 _ أبريل 1996 بركات، هدى، حجر الضحك، نانا، حميدة، الوطن، بكر، سلوى، المركبة الذهبية، بدر، ليانا، عين المرأة، ممدوح، عليا، كرة العث.

## المسرحيات
ل#ا تدر رأسك (العنوان الدنماركى “ALTID FREMMED HVOR DU GÅR”) ابتكار وإخراج ماليني فرومي، المقهى المسرحي، كوبنهاغن 2006
1. «سلمى يا سلمى» مونولوج جزء من الف ليلة وليلة، إخراج الآن ليديارد مسرح بيتى نانسن، كوبنهاغن 2002
2. «مصنع الورق» و «أيميلات لشهرزاد» مسرحية قصيرة من الف ليلة وليلة الآن، ابتكرها واخرجها الآن ليديارد، 2005

## الجوائز
1. الترجمة الدنماركية عن اسمى سلمى رشحت لجائزة ALOA للأدب والتي تمنح سنويًا من قبل مركز الادب من افريقيا وآسيا وأمريكا اللاتينية وأوقيانوسيا في الدنمارك 2010
2. «مطبخ تنظيم القاعدة» التي نشرتها جريدة دراسات ويبر فازت بجائزة دكتور نايلة س. سيشاشارى للخيال 2009
3. رشحت الترجمة الدنماركية لأعمدة الملح لجائزة ALOA للأدب والتي تمنح سنويا من قبل مركز الادب من افريقيا وآسيا وأمريكا اللاتينية وأوقيانوسيا في الدنمارك 2001
4. سلسلة الكاتبات العربيات (رئيس التحرير فاديا الفقير) نالت جائزة نساء في مغامرة النشر الجديدة 1995